# ICE V
Az ICE V a Deutsche Bahn kísérleti villamos nagysebességű motorvonata. A Siemens, a Krauss-Maffei, a Krupp, a Thyssen-Henschel, az AEG és a BBC fejlesztette ki 1985-ben. Ez a vonat az elődje az összes német Intercity Express vonatnak. Továbbfejlesztett változata az ICE S.

## Története
Németországban már 1973 óta közlekednek 200 km/h sebességű Intercity vonatok. A következő évben további kutatás kezdődött a még nagyobb sebesség elérése érdekében. Egy Forschungsgruppe Rad-Schiene nevű új munkacsoport jött létre, hogy megvizsgálja a megvalósíthatóságát a nagysebességű forgalomnak a hagyományos vasúti rendszerben. Mozdonyvontatta szerelvénnyel kísérleti görgős fékpadon sikerült elérni az 500 km/h-s sebességet, ezért úgy döntöttek 1982-ben, hogy építenek egy kísérleti vonatot a további kísérletekhez.
Az építési költséget megosztotta egymás közt a Szövetségi Kutatási Minisztérium (61%), a DB (17%) és az érintett vállalatok (22%).
A kísérleti szerelvény két vonófejből állt, melyet a Krauss-Maffei és a Thyssen - Henschel épített. A két vonófej között három hajtás nélküli betétkocsi volt, melyek közül kettőt a Messerschmitt-Bölkow-Blohm épített, egyet pedig a DUEWAG és Linke-Hofmann-Busch. A vonófejek darabja 78 tonnás volt, teljesítményük pedig 3640 kW. Ezek alapja a DB 120-as sorozat volt, de már áramvonalas külsővel és fehér színben. A vonat 1985-ben készült el. Még ebben az évben május elsején 406,9 km/h sebességrekordot értek el. Ez megdöntetlen maradt 1990-ig. Az ICE 1 sorozatgyártása, mely az ICE V-n alapult, 1987-ben indult meg.
A vonatban sok technológiai újdonság került kipróbálásra, ezek közül néhány:
- A klimatizálás, a fixen rögzített (nem nyitható) ablakok a repülőgép-gyártásból kerültek átvételre,
- A padlólemez hangszigetelését megerősítették,
- A vonat aerodinamikai kialakítását szélcsatornában tesztelték. A jobb aerodinamikai tulajdonságok érdekében minden kiálló alkatrészt, például az ablakokat, a vonat síkjába süllyesztettek,
- A forgóvázakba légrugókat integráltak, a három, eltérő rendszerű forgóvázzal szerelt próba-vonatkocsit előzetesen 350 km/h-ra tesztelték,
- A két vonófej forgóvázaiba példányonként két, váltóáramú asszinkron motort építettek be, 4200 kW összteljesítménnyel,
- A nagy sebességre tekintettel 3 fékrendszert integráltak a vonatba. A tárcsa-, generátoros- és örvényáram fékek együttműködését egy fékvezérlő biztosította.

A kísérleti vonat eredményeit felhasználták az 1989-ben indított ICE 1 programban, ennek kinézete gyakorlatilag a kísérleti vonathoz képest nem változott. A kísérleti vonatot egy darabig a további fejlesztések teszteléséhez használták, majd az utolsó 1998-as futását követően selejtezték. Helyét az  ICE-S (az ICE 3 tesztvonata) vette át.
Az ICE-V egyik vonófeje és egy kocsija a Minden-i Technológiai és Fejlesztési Múzeumban került kiállításra (Denkmal im Forschungs- und Technologiezentrum Minden), másik vonófeje jelenleg Münchenben, a Technológiai és Fejlesztési Központban  (Forschungs- und Technologiezentrum in München im Verkehrszentrum an der Theresienhöhe – alte Messe) látható. A két maradék kocsi roncstelepre került.